# (200354) 2000 KR42
(200354) 2000 KR42 es un asteroide perteneciente al cinturón de asteroides descubierto el 31 de mayo de 2000 por el equipo del Spacewatch desde el Observatorio Nacional de Kitt Peak, Arizona, Estados Unidos.

## Designación y nombre
Designado provisionalmente como 2000 KR42.

## Características orbitales
2000 KR42 está situado a una distancia media del Sol de 2,426 ua, pudiendo alejarse hasta 3,012 ua y acercarse hasta 1,839 ua. Su excentricidad es 0,241 y la inclinación orbital 6,292 grados. Emplea 1380,19 días en completar una órbita alrededor del Sol.

## Características físicas
La magnitud absoluta de 2000 KR42 es 17,3. 